# Orrin Tucker
Robert Orrin Tucker (17 de febrero de 1911 – 9 de abril de 2011) fue un líder de banda y saxofonista de nacionalidad estadounidense. 
Nacido en San Luis (Misuri), la canción que convirtió en su tema musical fue "Drifting and Dreaming". Fundó su primera banda, mientras era un estudiante universitario en la universidad North Central College en Naperville, cerca de Chicago, Illinois.

## Carrera
La banda de Orrin Tucker, formada en 1933, se especializaba en un estilo más relajado, menos complejo que la música de Duke Ellington, Benny Goodman y otros músicos contemporáneos famosos de la época. La orquesta de Tucker produjo más de 70 grabaciones. Su canción más exitosa fue "Oh Johnny, Oh Johnny, Oh!" (1939), canción interpretada por la vocalista Bonnie Baker. Se vendieron más de un millón de copias, y fue galardonado con un disco de oro por la RIAA. Tucker postuló para el servicio activo en el Cuerpo Médico de la Armada; abandonó la orquesta de 7 de junio de 1942 y el 15 de julio de 1942 espera la llamada para el servicio. 
Tucker y su orquesta siguieron activos hasta la década de 1990, cuando se vio forzado a retirarse por problemas de salud. En 2003, Tucker fue entrevistado acerca de su pasión por la música y su larga carrera como director de orquesta por el programa de historia oral NAMM. Murió en South Pasadena, California, el 9 de abril de 2011, a los 100 años de edad, en South Pasadena, California. 